# Johan Friitz
Johan Friitz, född 1619, död 1672, var en svensk kyrkomålare och porträttmålare, huvudsakligen verksam inom Västerås stift.
Friitz har utfört ett porträtt av Gustav II Adolf som hänger i Stora Tuna kyrka. Tavlans inramning är målad med regalier, riks- och provinsvapen och den latinska texten anger konstnärens namn som 'Johannes Frisius, flera snarlika porträtt målades till andra kyrkor men dessa har gått förlorade. Friitz var även anlitad av Carl Bonde för att utföra ett flertal släktporträtt. Bland hans övriga porträtt märks Västeråsbiskopen Johannes Rudbeckius i Mora kyrka, och hans maka Magdalena Hising målade 1643 samt porträttet av biskop Olof Laurelius på Stiftsbiblioteket i Linköping samt de av prosten Uno Troilus och hans maka samt fogden i Värmland Peder Olofsson och hans maka. Som kyrkomålare dekorerade han bland annat predikstolen i Gagnefs kyrka.